# Robert Coleman (żeglarz)
Robert Henry Schofield Coleman (ur. 9 czerwca 1883 w Ballarat, zm. 1 stycznia 1960 w Brentwood) – brytyjski żeglarz sportowy, medalista olimpijski.
Podczas letnich igrzysk olimpijskich w Antwerpii (1920) zdobył, wspólnie z Cyrilem Wrightem, Williamem Maddisonem i Dorothy Wright (załoga jachtu Ancora), złoty medal w żeglarskiej klasie 7 metrów.
Robert Coleman, urodzony w Australii, przyjechał do Europy, aby walczyć we Francji podczas I wojny światowej. Był żonaty z Connie Machin, siostrą Dorothy Wright, również członkinią złotej załogi jachtu Ancora.